# Anneke Goudsmit
Anneke Mary Goudsmit (Amsterdam, 12 juli 1933) is een Nederlands politica. Van 1967 tot 1974 was zij Tweede Kamerlid voor D'66.

## Biografie
Goudsmit werd geboren als dochter van advocaat Frits Willem Goudsmit (1899–1971) en Ella Henriquez Pimentel (1906-1993). Haar vader wist het gezin Goudsmit op de Calmeyerlijst te krijgen, wat betekende dat ze voorlopige gevrijwaard werden van deportatie, omdat Pimentel van Portugese afkomst was. Op 23 juni 1943 dook het gezin onder. 
Goudsmit is een D66'er van het eerste uur. Toen de partij werd opgericht op 14 oktober 1966 in Amsterdam was zij een van de 37 personen van dat initiatiefcomité. Zij stond bekend als een bekwaam spreker en was in de relatief korte tijd van haar Kamerlidmaatschap een gerespecteerd parlementariër. Goudsmit was een pleitbezorger van vrouwenemancipatie en was betrokken bij een aantal initiatieven op het terrein van de staatkundige vernieuwing. Zij was minister van Justitie in het schaduwkabinet-Den Uyl.
Tijdens haar Kamerlidmaatschap kwam zij herhaaldelijk in aanvaring met minister van Justitie Dries van Agt. Diens bereidheid de Drie van Breda gratie te verlenen werd na een door Goudsmit bepleite hoorzitting en een emotioneel Kamerdebat afgeblazen. Wegens Van Agts abortusstandpunt weigerde zij in 1973 staatssecretaris onder hem te worden in het kabinet-Den Uyl. Zij verliet de Tweede Kamer op 28 november 1974, nadat zij een motie van afkeuring had ingediend tegen Van Agt, die niet werd overgenomen door haar fractie. De motie was een reactie op het voornemen van Van Agt om de abortuskliniek "Bloemenhove" te sluiten. Abortus was toentertijd illegaal, maar werd gedoogd door de politiek. Van Agt ging uiteindelijk niet over tot sluiting van de kliniek, wel wilde hij bezien of de artsen van de kliniek strafrechtelijk vervolgd konden worden.
In 1976 besloot Van Agt alsnog de abortuskliniek "Bloemenhove" te sluiten, nadat een Duits echtpaar naar de politie stapte om een aanklacht in te dienen: na de abortus had de vrouw alsnog een miskraam gehad van een tweede foetus. Deze aanklacht was voor minister Van Agt het sein om de lang gedoogde abortus in Nederland aan te pakken: op 18 mei verordonneerde hij dat de kliniek gesloten moest worden "voor nader onderzoek". Direct kwamen feministen - mannen en vrouwen - in het geweer en bezetten de kliniek, terwijl behandelingen doorgingen. Goudsmit besloot zich aan te sluiten bij de actievoerders die enkele dagen het gebouw bezetten. Goudsmit was tevens voorzitter van het bestuur van de Bloemenhovekliniek te Heemstede, van 1975 tot 1986. Van 1989 tot 1996 was zij parttime raadsheer bij het Gerechtshof Amsterdam.

## Persoonlijk
Goudsmit studeerde rechten aan de Universiteit van Amsterdam en was dertig jaar advocaat en procureur. In de Tweede Wereldoorlog was zij samen met haar broer vanaf juni 1943 ondergedoken in Amsterdam. Van februari 1944 tot 1945 met broer en ouders.
- Parlement.com: vg09ll166nup